# Чемпионат мира по футболу среди юношеских команд 2025
Чемпионат мира по футболу (до 17 лет) 2025 года (араб. كأس العالم تحت 17 سنة قطر 2025‎, англ. 2025 FIFA U-17 World Cup) — двадцатый розыгрыш чемпионата мира среди игроков до 17 лет, который должен пройти в 2025 году в Катаре.
Впервые в финальной стадии чемпионата мира среди игроков до 17 лет сыграют 48 команд. Также начиная с 2025 года турнир будет проводиться ежегодно.
Чемпионский титул будет защищать Германия, выигравшая предыдущий розыгрыш, который прошёл в 2023 году в Индонезии.

## Участники

### Квалифицировались в финальный турнир
Следующие команды квалифицировались в финальный турнир в Катаре:
| Сборная | Способ квалификации | Дата квалификации | Участие | Подряд | В последний раз | Лучший результат |
| ------- | ------------------- | ----------------- | ------- | ------ | --------------- | ---------------- |
| Катар   | Организатор         | 14 марта 2024     | 8       | 0      | 2005            | 4-е место (1991) |